# Psychologie expérimentale
La psychologie expérimentale est le champ de la psychologie basé sur la méthode scientifique expérimentale. Elle a pour objet l'étude des comportements directement observables. Les psychologues expérimentaux usent de diverses méthodes : descriptives (comme les observations systématiques, les observations des corrélations, les relations entre variables, les études ex-post-facto…) ou encore la méthode expérimentale pure.

## Histoire de la psychologie expérimentale

### Genèse
Au XVIIIe siècle, certains psychologues, notamment allemands, entreprirent d'étudier la psychophysique, c'est-à-dire la relation entre un stimulus physique et la perception que l'on en a. Ces travaux permirent l'introduction de la mesure en psychologie, et furent à l'origine de la Loi de Weber-Fechner sur la discrimination entre deux stimuli.
Wilhelm Wundt (1832-1920) fut un des précurseurs de la psychologie expérimentale. Il chercha ainsi à montrer les rapports entre les phénomènes psychiques et substrats organiques, particulièrement dans le système nerveux et cérébral. Il écrivit dans ses Éléments de psychologie biologique (Grundzüge der physiologischen Psychologie, 1874), une description minutieuse du système nerveux, de sa nature, sa structure et son fonctionnement.
En 1875, Wundt est nommé à la chaire de philosophie de l'université de Leipzig, il y établit ce qui deviendra le premier laboratoire de psychologie expérimentale, le Psychologische Institut. La même année, aux États-Unis, le premier « laboratoire » de psychologie est fondé par William James à Harvard mais il s'agit plutôt d'un lieu d'enseignement que de recherche expérimentale et c'est en fait Stanley Hall qui, après avoir passé deux ans à Leipzig auprès de Wundt, établit le premier laboratoire de psychologie expérimentale nord-américain, à l'université Johns-Hopkins de Baltimore en 1883. Dans ces premiers laboratoires, de nombreux étudiants européens et nord-américains se forment aux méthodes de la psychologie expérimentale.
Le terme de « psychologie expérimentale » est consacré en France lors de la création d'un des premiers « Laboratoire de Psychologie et de Linguistique Expérimentale » à Rennes par le philosophe et psychologue Benjamin Bourdon en 1896. Très influencé par Théodule Ribot, Bourdon suivit des cours de psychologie et, après avoir obtenu la 1re place à l'agrégation de philosophie en octobre 1886, bénéficiant d'une bourse d'études d'une valeur de 500 Francs, il se rendit en Allemagne où il suivit les cours de psychologie expérimentale de Wilhelm Wundt à Leipzig. Chargé de cours à l'université de Rennes, il donna pour la première fois en 1891 un cours de « psychologie expérimentale », au cours duquel il annonça le divorce entre philosophie et psychologie.
On peut enfin citer la création, en 1894, de la toute première revue consacrée à la psychologie scientifique et expérimentale : L'Année psychologique, fondée par Alfred Binet.

### La psychologie sociale
La psychologie sociale trouve sa source dans de nombreux courants de recherche, dont la psychologie des foules de Gustave Le Bon. Les premiers usages de l'expérimentation en psychologie sociale remontent à la fin du XIXe siècle. Certaines expériences ont pour sujet la facilitation sociale, d'autres la suggestibilité.
En 1898, Triplett démontre que des enfants devant accomplir une action simple (enrouler des moulinets de canne à pêche) étaient plus efficaces en groupes que seuls. En 1894, Binet et Henri montrent que des enfants en groupes sont moins sensibles à la suggestion que seuls, et que le pouvoir de la suggestion diminue avec l'âge.

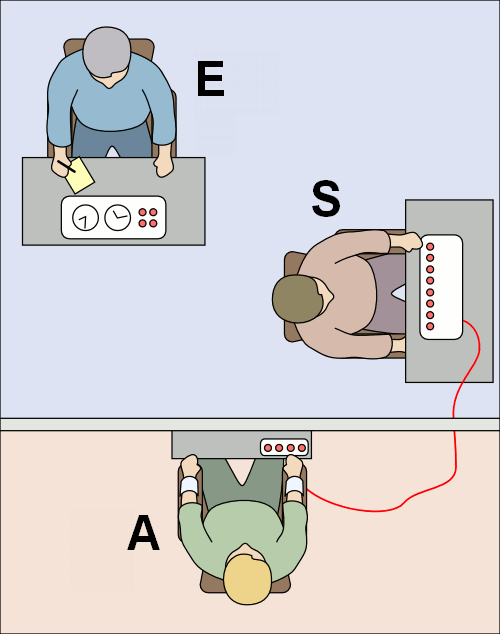
Schéma de l'expérience de Milgram.

Il est à noter que les études en psychologie sociale ont souvent recours à la tromperie, sans laquelle l'étude serait biaisée. Un excellent exemple serait l'expérience de Milgram.

### L'âge d'or du behaviorisme
Sur base des travaux de Pavlov sur le conditionnement, les psychologues du courant comportementaliste ont eu une approche et une méthodologie originale.
En effet, dans un premier temps, ceux-ci, à l'instar de Watson, rejettent toute interprétation mentaliste de la réalité psychique. C'est le behaviorisme méthodologique.
Dans son célèbre article marquant le début du behaviorisme, Psychology as the behaviorist views it, Watson réclame une psychologie faisant partie intégrante des sciences naturelles. Il axe la discipline sur l'étude du comportement et rejette tout recours à l'introspection. En effet, il considère l'esprit comme une boite noire inaccessible et impossible à étudier.
Cette position sera renforcée par Skinner, le père du conditionnement opérant (ou instrumental). Si lui aussi rejette tout mentalisme, il ne considère pas qu'il soit impossible d'étudier les états internes. Pour lui, il ne s'agirait que d'autres types de comportement. C'est à ce titre qu'on le considère comme un behavioriste radical.
Vers la fin de sa vie, il a pourtant fortement attaqué les écoles cognitives et humanistes. Huit jours avant sa mort, se sachant malade, il tenait une conférence face à la société de psychologie américaine. Au lieu de nuancer ses propos, il a continué à critiquer la psychologie humaniste et cognitive.

### La révolution cognitive
Avec le mouvement interdisciplinaire des sciences cognitives, la psychologie cognitive va apporter un éclairage nouveau sur la méthodologie psychologique. En effet, elle tente d'inférer les fonctionnements mentaux qui sous-tendent les comportements en se basant sur des indices objectifs (temps de réponse, performances aux tâches, mais aussi variables physiologiques…).
Grâce à des méthodes de recherches novatrices, ils ont pu montrer les effets du niveau cognitif sur le comportement. Miller a ainsi mis en évidence le processus d'attribution causale. En 1975, il a effectué une expérience dans une école. Dans la classe A, on effectue une technique de persuasion classique (cours sur la propreté, mot du directeur sur la pollution, affiche…). Dans la classe B, on amenait les enfants à se percevoir comme soucieux de la propreté : le directeur vient en classe les féliciter, les locaux sont toujours propres… Ils s'attribuent donc une disposition personnelle à la propreté, et deviennent effectivement plus propres.
Cette révolution cognitive a permis un remodelage des champs de la psychologie scientifique. En effet, la logique du traitement de l'information permet à des spécialités jusque-là distinctes de parler un même langage. Ainsi, on a introduit le concept de cognition sociale en psychologie sociale. On a aussi pu réinterpréter le constructivisme piagetien et sa théorie génétique dans différents modèles de développement.

## Spécificité des études psychologiques
Encore moins que les sciences de la vie ou de la nature, la psychologie ne peut, lors de ses expérimentations, tenir compte de tous les facteurs. En effet, à partir du moment où l'on étudie l'être humain, l'analyse se complique et de nombreux facteurs - biologiques, environnementaux, culturels et sociaux et autres - entrent en ligne de compte.
Par rapport aux lois déterministes sous-tendant le monde de l'inorganique - soit le domaine de la physique ou de la chimie, et le vivant - le biologique, celles qui guident les êtres humains sont de natures probabilistes. Elles sont donc plus difficiles à étudier.
Autrement dit, il est impossible de reproduire exactement de la même façon les expériences menées en psychologie - d'une part car les individus changent au cours du temps, d'autre part car les personnes diffèrent toutes les unes des autres.

### Éthique
La psychologie expérimentale, à l'instar des sciences bio-médicales, use de sujets animaux ou humains. Ces sujets sont protégés par un code éthique, définissant les responsabilités du psychologue chercheur envers leurs objets d'études.
Inquiets des abus possibles, plusieurs groupements professionnels de psychologues ont publié des codes déontologiques, pour protéger sujets de recherches et patients cliniques. Ainsi, l'Association américaine de psychologie a approuvé en 1981 un code éthique basé sur 10 principes fondamentaux. Ces principes touchent à la responsabilité par rapport à la société civile, au respect de l'intégrité morale… Parmi ceux-ci, les deux derniers intéressent particulièrement le chercheur : ils concernent les sujets d'expérimentation humains et animaux.
Mais les psychologues ne sont pas les seuls à s'inquiéter des droits de leurs sujets de recherches. Ainsi, aux États-Unis, la Maison-Blanche publie à la fin des années 1960 un ensemble de directives pour des recherches respectant la déontologie, sous le titre Privacy & Behavioral Research.
On s'est également inquiété du sort des animaux de laboratoire qu'on utilise à des fins d'enseignement, d'expérimentation et de recherche. Des guides ont été publiés (par exemple par le Conseil Canadien de Protection des Animaux) à l'intention de ceux, dans les universités ou ailleurs, qui les manipulent tous les jours.

### Laboratoire ou terrain
Deux principales critiques peuvent être faites à propos de l'expérimentation en laboratoire : la trivialité de leurs résultats et leur caractère artificiel.
Une fois l'expérience faite, il est facile de crier à l'évidence et de considérer que la psychologie ne fait « qu'enfoncer des portes ouvertes ». Pourtant, il est beaucoup plus difficile de prédire ces résultats avant l'expérimentation. Ainsi, avant sa célèbre expérience, Milgram demanda à des médecins psychiatres de prédire combien d'élèves iraient jusqu'à tuer la personne. Pour la plupart d'entre eux, seul 1 sur 1 000 serait capable d'aller jusqu'à une telle extrémité… ce taux s'est révélé être supérieur à 60 %. Pourtant, de nombreux spécialistes ont après affirmé « qu'ils le savaient ». 
Certains ont déjà démontré cette « Sagesse rétrospective », qui nous fait surestimer la probabilité d'avoir pu prédire un évènement.
Pour d'autres critiques, le laboratoire n'est pas la réalité. En effet, il comporte une dimension artificielle puisque le chercheur s'efforce de contrôler certaines variables, mission qui est souvent impossible en dehors du laboratoire. Pourtant, ce qui intéresse le chercheur est la généralisation possible des résultats, qui va lier la réalité du laboratoire et la réalité du monde extérieur. Un choix s'impose entre réalisme expérimental et mondain. Par exemple, une expérience dans lesquelles les sujets sont très impliqués et aux résultats aussi spectaculaires que celle de Milgram peut être facilement généralisée, même s'il n'a aucune chance de se reproduire en dehors du laboratoire. Par contre, les études dans lesquelles les sujets se sentent « à l'aise », ne donneront pas des résultats aussi importants, mais seront plus facilement généralisables de par la validité écologique importante.
Enfin, il est aussi possible (et même nécessaire) pour les chercheurs de sortir de leurs laboratoires et de faire des expériences sur le terrain, pour valider leurs hypothèses. Il est évident qu'il y aura une plus grande variance, de nombreuses variables parasites, mais celles-ci s'annuleront les unes les autres. De plus, de nouvelles idées peuvent naitre de l'observation de la vie réelle.

## Méthodologie

### Validité interne et externe
Dans les études en laboratoire psychologique, on ne peut inférer les résultats de l'étude que lorsque la validité est assurée, aussi bien interne qu'externe. La validité externe correspond à la représentativité de l'échantillon testé parmi la population cible, tandis que la validité interne correspond à la façon dont la recherche répond à ses propres objectifs. 
Parmi les atteintes possibles à la validité interne, on peut notamment citer :
- Les attentes des expérimentateurs : Rosenthal a montré que les expérimentateurs pouvaient inconsciemment influencer les résultats d'une étude dans le sens de leur attentes.
- Les attentes des sujets : il existe un certain effet de désirabilité sociale qui fait que les sujets vont se comporter de manière parfois peu naturelle.
- La maturation des sujets / la perte de sujet : dans certaines études qui s'étalent sur une longue période (longitudinales), il faut tenir compte des modifications dans la façon de réagir des sujets, des sujets qui arrêtent l'étude…
- La contamination : il arrive qu'une variable parasite « contamine » les résultats de l'expérience, ce qui veut dire que la différence relevée n'est plus explicable par la variable indépendante (celle dont on veut mesurer l'effet).

La validité externe est essentiellement constituée de la validité écologique et de la validité d'échantillonnage.
- La validité écologique permet d'établir la correspondance entre les comportements observés avec les conditions de laboratoire et ceux rencontrés dans le milieu naturel.
- La validité d'échantillonnage est la représentativité de l'échantillon testé par rapport à la population cible. Idéalement, chaque sujet de la population aurait la même probabilité de figurer dans l'échantillon. Cependant, dans la pratique, on ne peut, pour des raisons éthiques, obliger quelqu'un à participer à l'expérience[18].

### Plan de recherche classique
Dans les plans de recherches classiques, l'expérimentateur peut contrôler toutes les variables qui pourraient influencer l'effet d'une ou de plusieurs variables indépendantes, un phénomène ou une variable dépendante. Toutes ces variables doivent être définies formellement - ainsi, on ne va pas mesurer l'anxiété, qui est un terme trop vague, mais bien le rythme cardiaque.
Pour supprimer l'effet d'une variable et empêcher le parasitage, on peut recourir à plusieurs méthodes :
- Maintien des variables à un niveau constant : pour éviter que le sexe influe sur une étude, on peut ne se baser que sur un échantillon masculin ou féminin. Cette méthode nuit à la validité externe de l'étude et limite la population cible.
- Variation systématique : le chercheur va effectuer une mesure pour chaque niveau de la variable indépendante. On va ainsi effectuer l'étude sur un groupe d'hommes et un groupe de femmes. C'est la solution la plus couramment utilisée.
- Variation au hasard : lorsque l'échantillon est suffisamment important, on peut laisser ces variations au hasard. Ainsi, la variance dans l'échantillon sera de toute façon représentative de celle de la population-cible[19].

Un plan de recherche classique peut procéder de différentes façons : ainsi, il peut y avoir une comparaison intra-sujet, de type avant-après; ce sont les plans à mesures répétées. On peut aussi utiliser une comparaison inter-sujet entre deux groupes de personnes. Les études avant-après, si elles sont plus sensibles aux effets de sensibilisation ou d'administration de plus d'une mesures, garantissent également l'égalité des sujets.

### Étude ex-post-facto
Il est souvent impossible pour les psychologues de répartir aléatoirement les sujets dans les conditions. En effet, il arrive que ces conditions correspondent à des sujets déjà fixés à l'avance. Dans ce cas, il incombe aux chercheurs de constituer des groupes les plus homogènes possible - c'est le processus d'appariement.
L'appellation ex-post-facto signifie « Après les faits ». En effet, le chercheur ne peut produire des variables, il ne peut que les interpréter après la mesure.
Par exemple, un psychologue clinicien cherchant à prouver l'efficacité d'une méthode thérapeutique peut utiliser deux méthodes - les plans à groupes non équivalents et les plans à série temporelle. Dans un plan à groupe non équivalent, les sujets seront répartis dans les groupes de façon que ceux-ci soient les plus équivalents possible. Enfin, dans un plan à série temporelle, une variable sera mesurée sur une assez longue période pour percevoir les changements dus à une intervention.

### Observation directe du comportement
On a établi une méthodologie pour l'observation du comportement, dans le but d'obtenir des données fiables et indépendantes de l'observateur.

## Controverse
Dès la genèse de la psychologie, une fracture s'est créée entre une psychologie appartenant aux sciences de la vie - c'est le versant dit naturaliste - et la psychologie clinique, se réclamant des sciences humaines.
D'un côté, le courant béhavioriste et l'approche cognitive qui s'est constituée en opposition à ce dernier se situeraient donc du côté de la psychologie expérimentale de par leur utilisation des méthodes expérimentales et statistiques. Les neuropsychologues feraient partie de ce courant, grâce à la proximité avec la biologie.
De l'autre, les psychologues cliniciens s'opposent à une conception atomiste de l'homme et considère que celui-ci doit être étudié dans sa globalité. L'objet de la psychologie clinique est d'être au « chevet du patient » comme le terme de « clinique » l'indique et de prendre en considération la souffrance de l'autre et de la traiter. Le psychologue clinicien s'intéresse au Sujet dans son ensemble.

## Applications pratiques et découvertes
- Les thérapies cognitivo-comportementales.
- Les expériences de Milgram, les avancées sur le fonctionnement de la mémoire, les expériences de psychologie de la séduction.
- Applications dans le domaine des interactions homme-machine.